# Каракумський репортаж
«Каракумський репортаж» — радянський художній фільм 1985 року, знятий режисером Язгельди Сеїдовим на кіностудії «Туркменфільм».

## Сюжет
За мотивами повісті Б. Худайназарова «Очима слідопиту». Радіожурналіст Чари Атаджанов, працюючи з матеріалами про каракумських вівчарів, вирішує робити репортаж — матеріал, сам по собою, цікавий і актуальний. Вважаючи, що на далекий чабанський кіш їхати зовсім необов'язково, Чари поспішає закінчити статтю та обмежитися лише тим матеріалом, який накопичився останнім часом. Однак на радіо з'являється директор місцевого радгоспу Косаєв і після недовгих суперечок везе Атаджанова на місце подій.

## У ролях
- Мурад Алієв — головна роль
- Нурберди Аллабердиєв — головна роль
- Ата Довлетов — головна роль
- Баба Аннанов — роль другого плану
- Язгельди Сеїдов — роль другого плану
- Лейла Алтиєва — роль другого плану
- Сапар Одаєв — Орамед
- Курбан Реджепов — роль другого плану
- Віталій Медведев — роль другого плану
- Худайберди Ніязов — роль другого плану

## Знімальна група
- Режисер — Язгельди Сеїдов
- Сценарист — Валентин Ховенко
- Оператор — Нурягди Шамухамедов
- Композитор — Амнун Ядгаров
- Художник — Селім Амангельдиєв